# Коростелі
Коросте́лі (каз. Қарөстелі) — село у складі Бородуліхинського району Абайської області Казахстану. Адміністративний центр Бакинського сільського округу.
Населення — 480 осіб (2021; 609 у 2009, 1042 у 1999, 1520 у 1989).
Національний склад станом на 1989 рік:
- казахи — 34 %
- росіяни — 28 %
- німці — 25 %